# Filistata chiardolae
Filistata chiardolae är en spindelart som beskrevs av Lodovico di Caporiacco 1934. Filistata chiardolae ingår i släktet Filistata och familjen Filistatidae. Inga underarter finns listade i Catalogue of Life.